# Hemipus hirundinaceus
L'averla pigliamosche alinere (Hemipus hirundinaceus (Temminck, 1822)) è un uccello passeriforme della famiglia dei Vangidi.

## Distribuzione e habitat
La specie è diffusa nel  sud-est asiatico (Brunei, Indonesia, Malaysia, Myanmar e Thailandia).